# Saab 99
Saab 99 — автомобиль среднего класса шведской компании Saab, выпускавшийся с 1968 по 1984 год. В странах Скандинавии Saab 99 считался большим семейным автомобилем, но в других странах он продавался как небольшой компактный автомобиль среднего класса. В 1979 году на смену 99 модели начал выпускаться Saab 900, хотя 99 продолжал выпускаться вместе со своим преемником вплоть до конца 1984 года.

## Разработка
В 1960-х годах руководство SAAB принимает решение о разработке новой модели, которая в перспективе должна была заменить на конвейере Saab 96. Перед дизайнерами и инженерами была поставлена задача создать совершенно новый автомобиль, конструктивно и визуально не отстающий от времени и конкурентов. 
Работы по созданию перспективной модели начались 2 апреля 1965 года и в заводских документах новая модель фигурировала под названием «Проект Gudmund». Такое название было выбрано в день Гудмунда (по шведскому календарю имён).

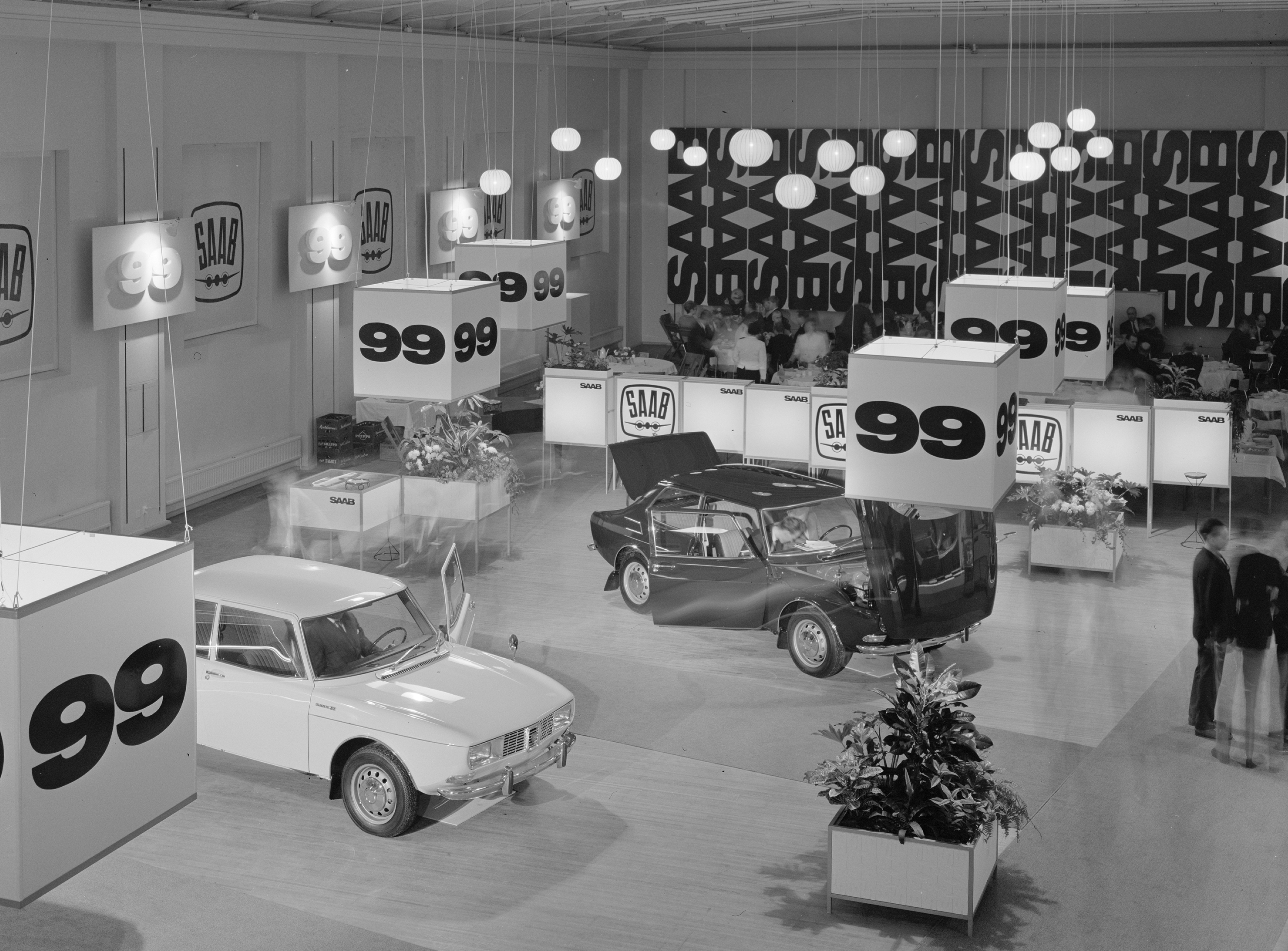
Премьера нового Saab 99, состоявшаяся в зале Teknorama в Стокгольмском техническом музее 22 ноября 1967 года

Разработкой дизайна новой машины занимался Сикстин Сасон, делавший для всех автомобилей этой марки — начиная с первой модели Saab 92. Именно Сикстин Сасон сумел сделать стилистику автомобиля абсолютно новой, трёхобъёмная компоновка Saab 99 не была похожа на другие автомобили 1960-х годов. Дизайн Saab 99 опередил своё время, его основные черты «впитывали» в себя все последующие модели Saab. К сожалению, сам Сикстин Сасон умер, не дожив всего несколько недель до премьеры Saab 99.
Первый ходовой образец Saab 99 был построен в 1965 году. Он имел совершенно новый рядный четырёхцилиндровый двигатель. Кузов был от Saab 96, но удлинённый на 20 см. Этот прототип назывался «Paddan», что в переводе со шведского значит «жаба».
Ещё несколько лет понадобилось для объединения всех прототипов в один автомобиль, получивший название Saab 99. 
Первая официальная премьера нового Saab 99 состоялась в ноябре 1967 года в Стокгольме. В начале 1968 года началось серийное производство на заводе в Тролльхеттане, одновременно со стартом продаж. В 1969 году было налажено производство 99 модели на финском предприятии Valmet Automotive в Уусикаупунки. 

## История
Автомобили первых выпусков имели только двухдверный кузов и оснащались двигателями Triumph-Sourced. Однако уже в 1974 году появился трёхдверный хетчбэк. Также на ранних машинах до 1971 года устанавливались хромированные бампера с клыками и узкие поворотники в нижней части крыльев. С 1972 года бамперы стали пластмассовыми, а поворотники стали крупнее и устанавливались выше к капоту. В дополнение полностью переработали салон. 
Появившийся в январе 1974 года трёхдверный хетчбэк Combi-coupé был на 11 см (4,3 дюйма) длиннее седана. Появились новые передние сиденья и рулевое колесо, в то время как комплектация EMS получила совершенно новый интерьер. Также появились новые инерционные  ремни безопасности.
В 1979 году выходит на конвейер модель 900, который являлся глубокой модернизацией 99-й модели. В начале 1980-х годов стало ясно, что производство Saab 99 в ближайшие годы будет свёрнуто. Так, в январе 1980 года 96 модель снимают с производства. Оставшаяся на конвейере 99 модель в 1981 году была во многом объединена с моделью 900. Так, все Saab 99 получили задний ряд сидений, велюровый салон, зеркала заднего вида, рулевое колесо и переднюю подвеску от Saab 900.
С 1982 года устанавливаются в основном инжекторные двигатели от GL. Тогда же появляется 5-ступенчатая КПП. В таком виде легендарная модель прожила на конвейере вплоть до снятия с производства в 1984-м.

## Описание конструкции
Авиастроительный опыт Saab отразился на кузове 99 модели: его аэродинамические характеристики таковы, что коэффициент лобового сопротивления (Cx) равен 0,37 — очень хороший показатель для конца 1960-х, когда у остальных автомобилей показатель был примерно Cx=0,45. Кроме того, на 99 модели появились вваренные брусья (брус безопасности) в дверях, а замок зажигания поставили на трансмиссионном туннеле между сиденьями, что было преподнесено как элемент безопасности, так как при аварии не травмировались колени водителя.
Двигатель установлен продольно с наклоном в 45° на правую сторону (похожий наклон был у УЗАМ-412 и BMW-1500). Преимуществом такой компоновки стала доступность к таким деталям как прерыватель, водяная помпа, карбюратор, масляный фильтр и т.д. Сам мотор установлен сцеплением вперед. Крутящий момент через шестерёнчатый повышающий редуктор передавался на коробку передач, размещенную под двигателем, и только потом на главную передачу. 
На 99-й модели устанавливались муфты свободного хода — архаизм, оставшийся от автомобилей с двухтактными двигателями. В 1971 году от таких муфт отказались. 
Дисковые тормоза были установлены на всех четырёх колёсах, с раздельным и диагональным приводом. Передняя подвеска на поперечных рычагах и винтовых пружинах. Подвеска задних колёс — зависимая, на винтовых пружинах.

## Модификации
За 16 лет производства были разработаны следующие модификации:
- Saab 99 E — с 1970 года, отличался наличием инжекторной системы впрыска топлива. Saab 99 E имел двигатель Triumph в 87 л. с. (64 кВт) с технологией впрыска от Bosch D-Jetronic. Такой же двигатель с карбюратором «Zenith-Stromberg» выдавал 80 л.с. (59 кВт). Расход топлива составлял 7,8 л/100 км (33 мили на галлон) при скорости 105-110 км/ч (65-70 миль в час).
- Saab 99 EMS (Electronic Fuel injection Manual transmission Special) — с 1972 года, спортивная версия, которая первоначально была доступна только в двухдверном кузове. Двигатель оснащался с 1972 по 1974 год инжектором Bosch D-Jetronic, а с 1975 года был заменён на Bosch K-Jetronic. В 1977 году EMS стал доступен в трехдверном кузове лифтбек, который был представлен для остальных версий в 1974 году. Новый шведский двигатель выдавал 110 л. с. (81 кВт; 108 л. с.) и максимальную скорость 170 км/ч. Эмблема решётки радиатора отличалась только от более простых моделей 1973-1974 г.г. Другие особенности включали более жёсткую подвеску и информативное рулевое управление, дорогую отделку салона и передний воздухозаборник.[8]
- Saab 99 SSE — экспортная версия для внутреннего рынка США. Отличалась наличием виниловой крыши, энергопоглощающими бамперами из углепластка, четырех круглых ламп-фар вместо двух квадратных, 3-х ступенчатой АКПП BorgWarner и 1,8-литровым двигателем Triumph.
- Saab 99 X7 — с 1973 года, простая версия для Швеции и Дании. Автомобиль имел хромированные бампера, сиденья без подогрева, простая система отопления и вентиляции. Часы, прикуриватель, бардачок и обогрев заднего стекла тоже были недоступны.
- Saab 99 L — с 1973 года, люксовое исполнение и с двигателем 1,8 л.
- Saab 99 LE — с 1974 года, люксовое оснащение с инжекторными двигателями от EMS
- Saab 99 GL — Grand Luxe.
- Saab 99 GLE — (Grand Luxe с литерой E) с 1976 года. Эта модель отличалась тем, что была оборудована впрыском топлива, гидроусилителем руля и 3-х ступенчатой АКПП BorgWarner.
- Saab 99 GLS — Grand Luxe Super. Отличалась от GL лишь тем, что имела два карбюратора. Это решение позволило двигателю выдавать 108 л. с. (79 кВт; 107 л. с.) по сравнению с первоначальными 100 л. с. (74 кВт; 99 л. с.). Была заменена на GLi в 1981 году.
- Saab 99 GLi — (Grand Luxe с литерой i) В 1981 году 2-х карбюраторная версия GLS была снята с производства, хотя 99-й получил вместо него новый вариант двигателя: модификация GL мощностью 100 л. с. (74 кВт; 99 л. с.) стала именоваться 99 GLi мощностью 118 л. с. (87 кВт; 116 л. с.), оба с четырехступенчатой механической коробкой передач. 99 GLi отличался тем, что имел боковые зеркала с электроприводом[6].

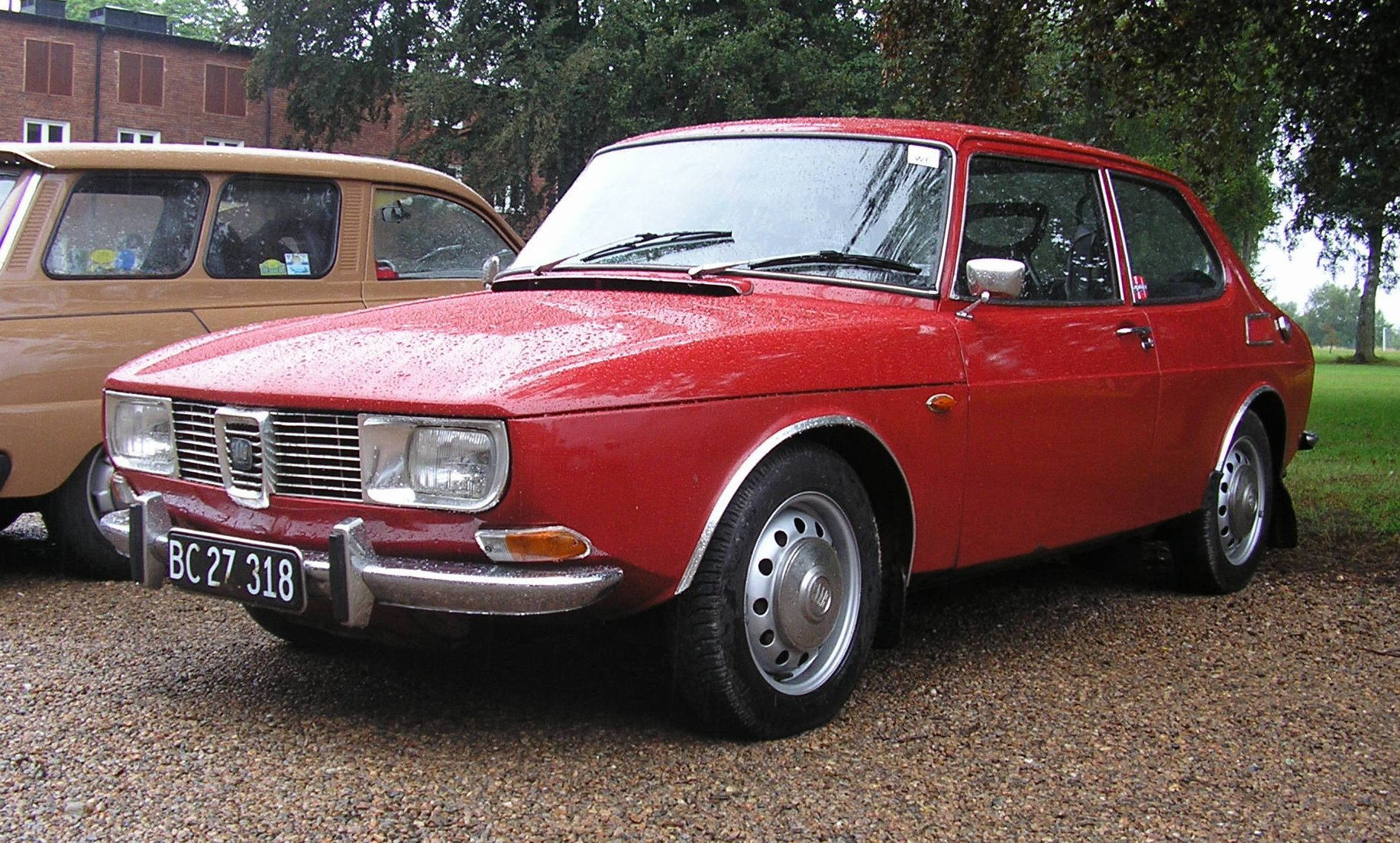
Saab 99 ранних выпусков (1969) с хромированными бамперами и решёткой радиатора
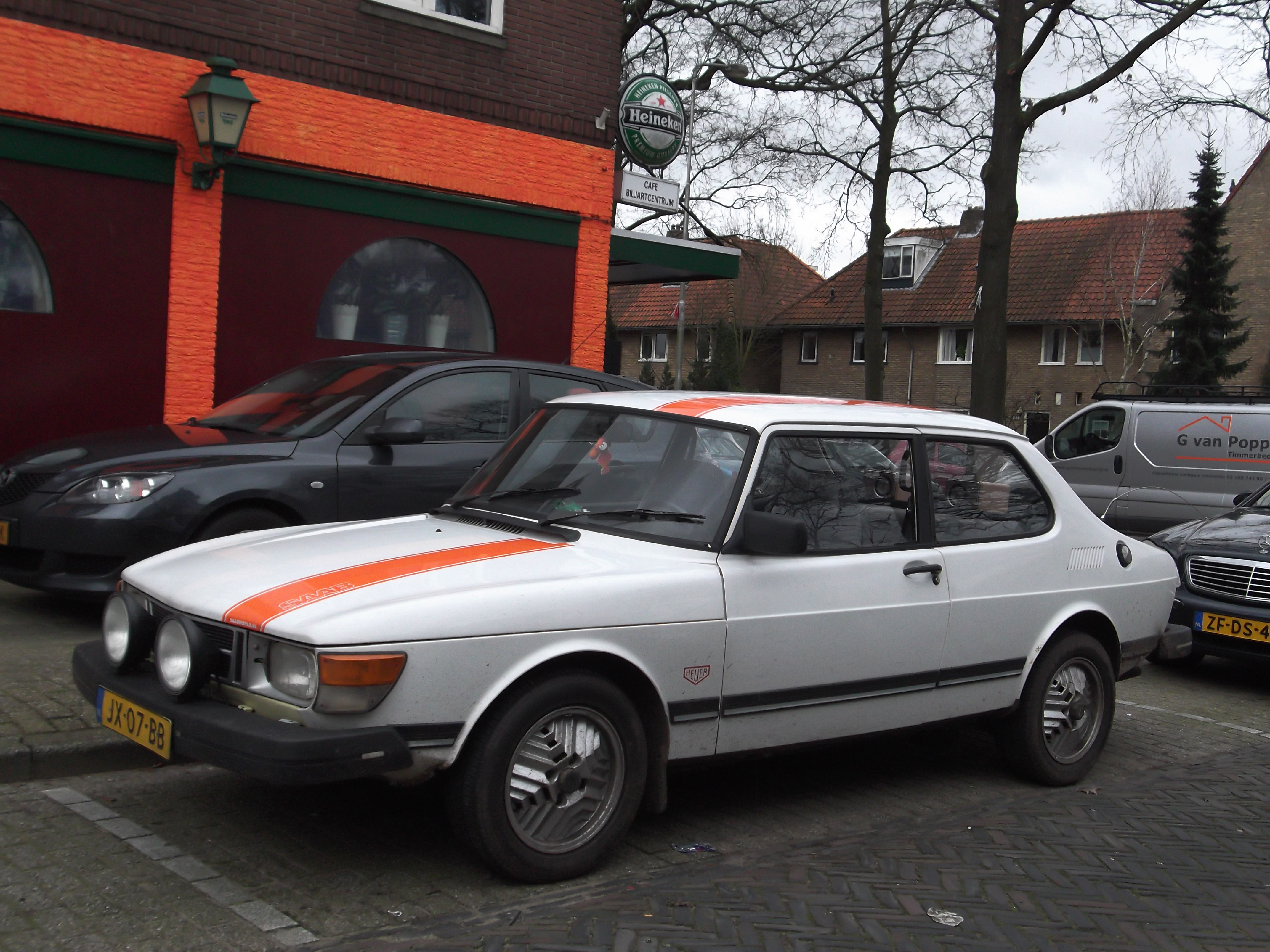
Saab 99 поздних выпусков (1983) с пластиковыми бамперами и полным отсутствием хрома
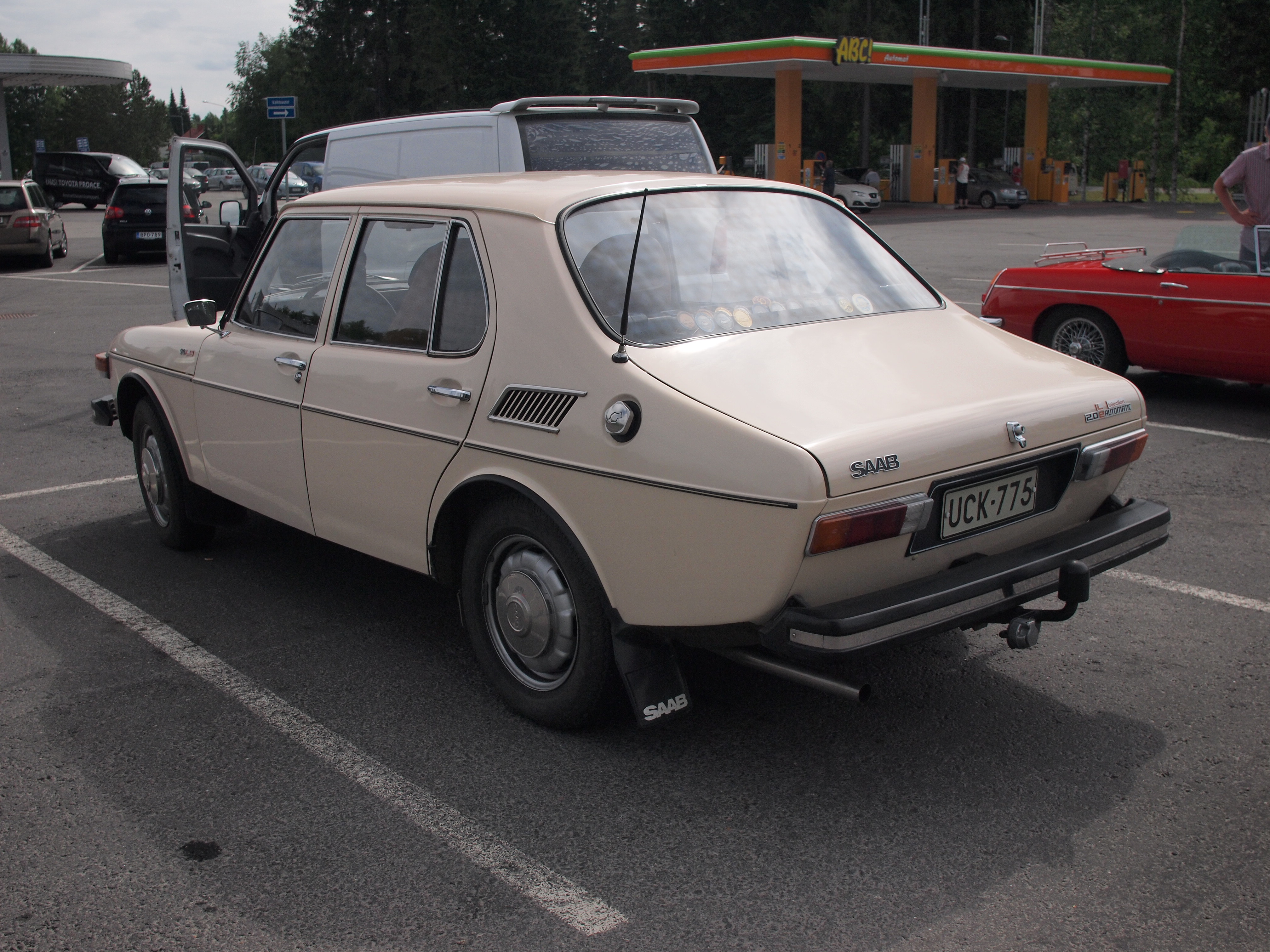
Четырёхдверный седан
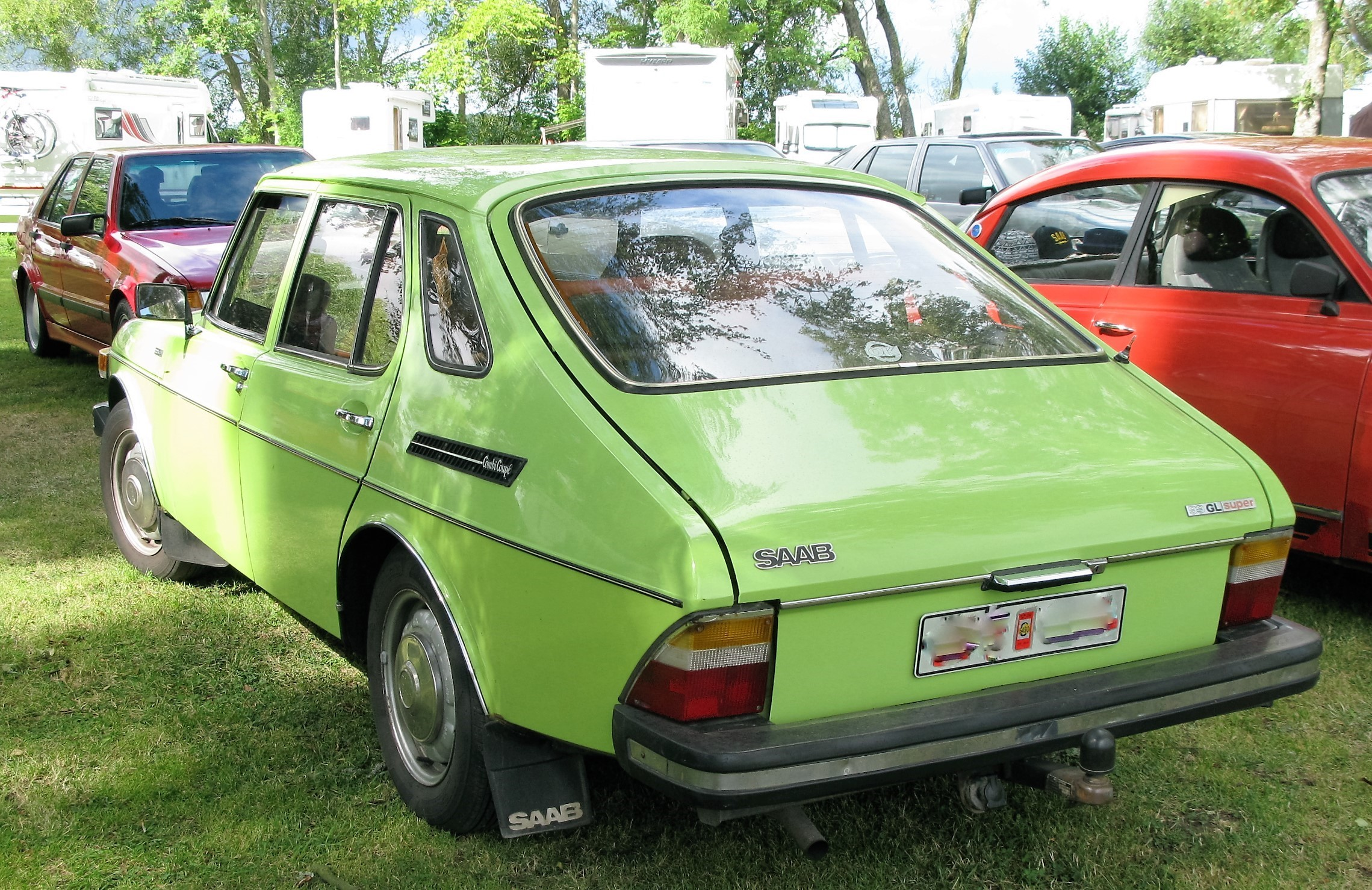
Пятидверный комби
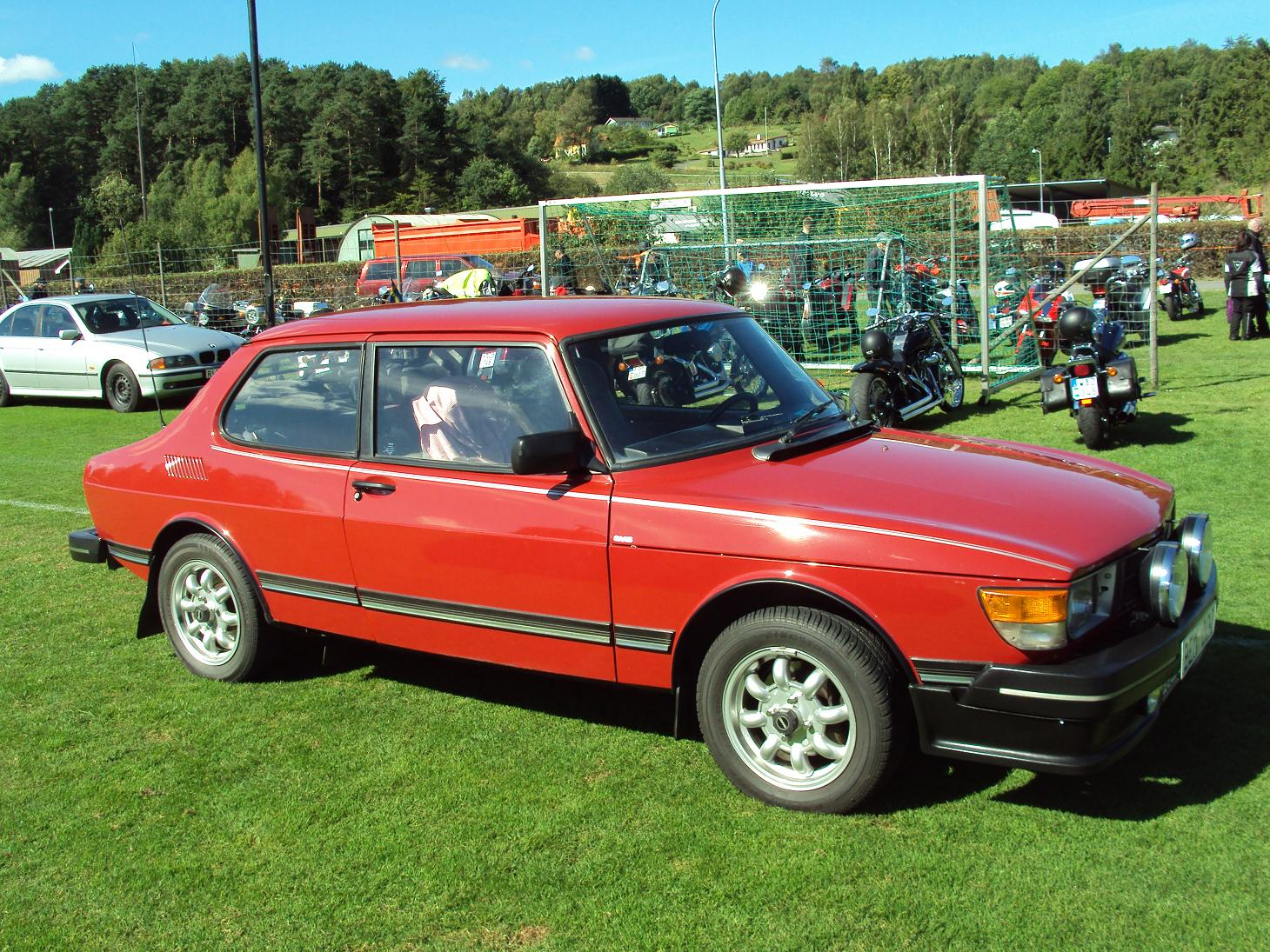
Saab 99 GL
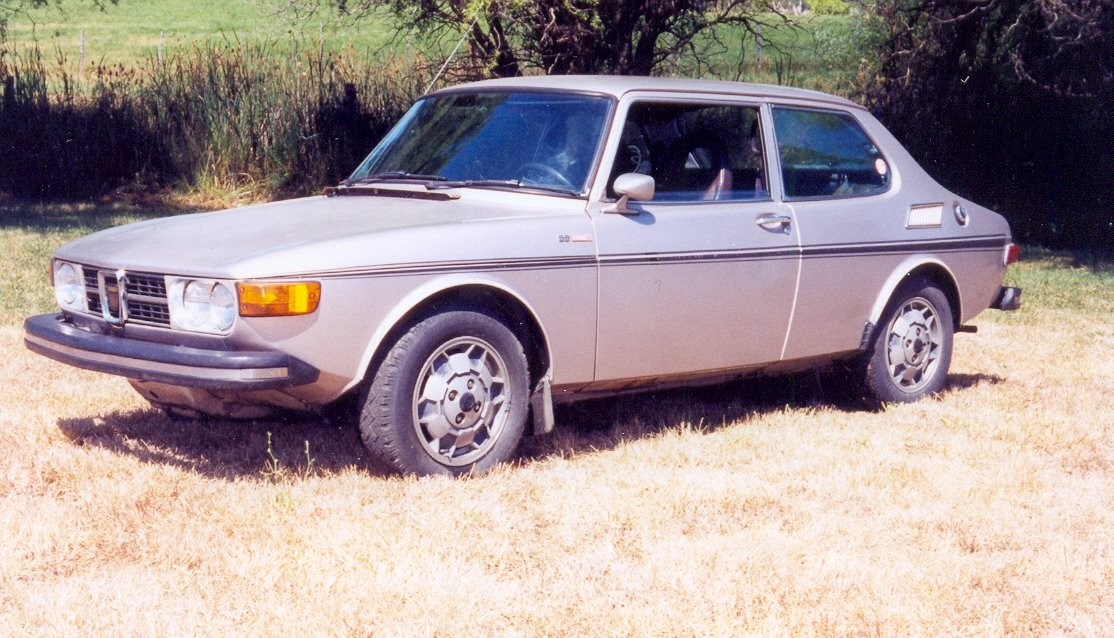
Версия для американского рынка

## Прочие версии

### Saab 99 Turbo

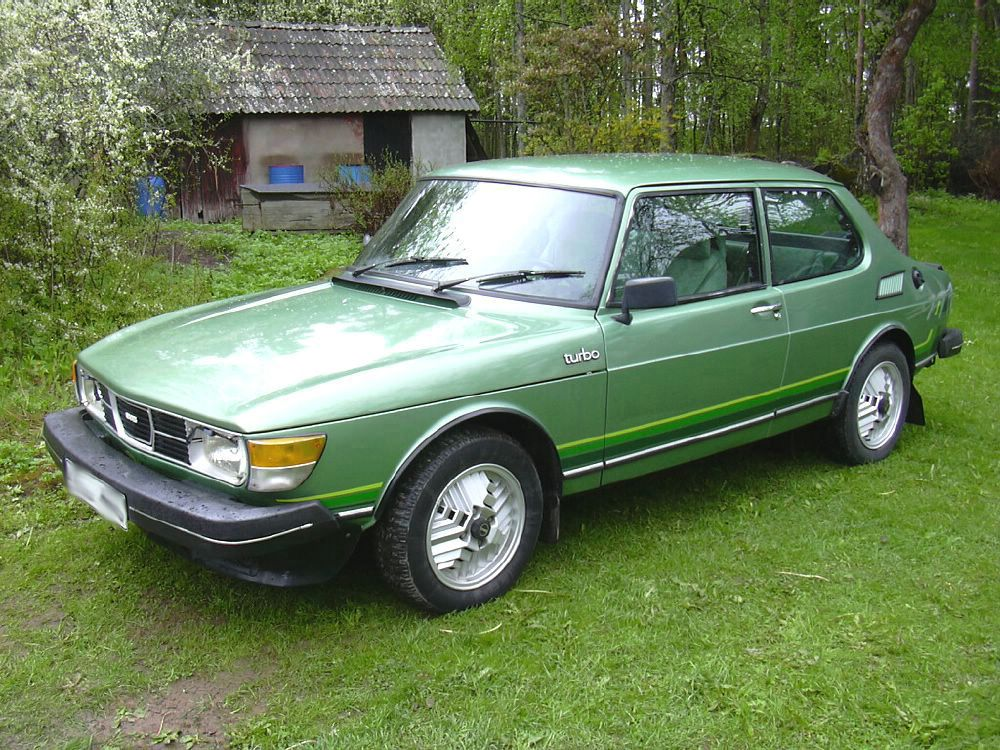
Saab 99 Turbo

В 1978 году была представлена турбированная версия автомобиля — 99 Turbo. Турбированный двухлитровый двигатель выдавал 145 л. с. (107 кВт; 143 л. с.), разгоняя автомобиль до 200 км/ч (124 мили в час). На такие версии устанавливались турбины от Garrett AiResearch. Внешне модель выделялась легкосплавными дисками и передний и задний спойлеры. Версия 99 Turbo позволила компании Saab стать пионером в области серийного производства турбодвигателей. 
Самой дорогой турбированной версией была Turbo S, оснащавшаяся сложной системой впрыска воды в цилиндры. Суть идеи в том, что вода впрыскивалась в уже готовую смесь, охлаждая её, поступая вместе с ней в камеру сгорания. При контакте с раскалённой поверхностью поршня и стенками цилиндра вода мгновенно испарялась в пар, который вместе с рабочим газом толкал поршень. Такое инженерное решение было взято из авиации прошлых лет, так как на самолётах и истребителях Второй Мировой войны уже применялся впрыск водно-метаноловой смеси.
С появлением турбированных 99-х моделей Saab стал родоначальником нового европейского класса семейных автомобилей с турбированными двигателями.

### Saab 99 Petro
В 1977 году была представлена модель SAAB 99 Petro с двухтопливным двигателем (бензин/керосин) для финского рынка. 
Новый  двухлитровый турбомотор выдавал 63 кВт (85 л. с.). Максимальная скорость составляла 150 км / ч. Также от турбированной версии 99 Petro получил электронную систему зажигания. Топливный бак был разделён пополам: 19 литров бензина и 40 литров керосина. Оба вида топлива имели свои топливные магистрали и насосы.
Такой автомобиль собирался только на заводе в Уусикаупунки (Нюстад) в период с 1980 и 1984 г.г. и было доступно только с двухдверным кузовом Saab 99.

### Saab 99 Finlandia
Saab Finlandia появился в 1977 году как седан с удлинённой колёсной базой Saab 99 и собирался в Уусикаупунки. Первые Saab Finlandia, построенные в 1977 году, имели обычные двери, поэтому между передней и задней дверями была вварен промежуточная часть шириной 20 см с окном. Позже передние и задние двери были удлинены на 10 см каждая. Большинство Saab Finlandia были служебными автомобилями в государственных службах и правительстве Финляндии.
99 Finlandia выпускался в 1977 и 1978 году. В 1978 году появилась версия Turbo Finlandia. С появлением Saab 900 летом 1978 года Finlandia также была изготовлена с передком новой модели.